# Saison 6 d'American Wives
Chronologie
Saison 5 Saison 7
Cet article présente le guide des épisodes de la sixième saison du feuilleton télévisé American Wives (Army Wives).

## Généralités
Le 30 novembre 2011, Lifetime commande dix épisodes supplémentaires.

## Distribution de la saison

### Acteurs principaux
- Catherine Bell (VF : Clara Borras) : Denise Sherwood
- Brian McNamara (VF : Michel Dodane) : le général Michael James Holden
- Wendy Davis (VF : Sophie Riffont) : le colonel Joan Burton
- Kelli Williams (VF : Laura Préjean) : Jackie Clarke[2],[3] (19 épisodes)
- McCarrie McCausland (VF : Tom Trouffier) : David Burton
- Alyssa Diaz (VF : Jessica Monceau) : Gloria Cruz
- Joseph Julian Soria (en) (VF : Franck Lorrain) : Hector Cruz
- Kim Delaney (VF : Véronique Augereau) : Claudia Joy Holden
- Drew Fuller (VF : Yoann Sover) : le soldat, puis sergent, puis sergent chef, puis lieutenant Trevor LeBlanc
- Sally Pressman (VF : Sauvane Delanoë) : Roxanne Marie LeBlanc, dite « Roxy »
- Sterling K. Brown (VF : Frantz Confiac) : le Dr Roland Burton
- Erin Krakow (VF : Céline Ronté) : SPC Tanya Gabriel
- Terry Serpico (VF : Pierre Laurent) : le Colonel Frank Sherwood

### Acteurs récurrents et invités
- Brigid Brannagh (VF : Vanina Pradier) : Pamela Moran (épisodes 1 à 3, et 17)
- Susan Lucci : Audrey Whitaker[4] (épisodes 4, 5 et 13)
- Robert John Burke : General Clarke[5] (14 épisodes)
- Ryan Michelle Bathe (en) : Charlie[5] (11 épisodes)
- Kellie Martin : Army Captain Nicole Galassin[5] (8 épisodes)
- Lawrence Gilliard, Jr. : Marcus Williams[3] (7 épisodes)
- Anna Chlumsky : Jessica[6] (épisode 15)
- Patti LuPone : Ms Galassini[6] (épisode 16)
- Skyler Day (en) : Sophie Clarke[7] (épisodes 17, 18 et 22)
- J. R. Martinez (en) : Physical Therapist[8] (épisode 23)

## Épisodes

### Épisode 1:Emportés par le vent
- États-Unis : 4 mars 2012
- France : 17 janvier 2013 sur TF1
- Belgique :
- Québec :

- États-Unis : 3,63 millions de téléspectateurs[9] (première diffusion)

### Épisode 2:Au détour d'un rêve
- États-Unis : 4 mars 2012
- France : 18 janvier 2013 sur TF1

- États-Unis : 3,63 millions de téléspectateurs[9] (première diffusion)

### Épisode 3:Comme des sœurs
- États-Unis : 11 mars 2012
- France : 21 janvier 2013

- États-Unis : 3,04 millions de téléspectateurs[10] (première diffusion)

### Épisode 4:La Rivale
- États-Unis : 18 mars 2012
- France : 22 janvier 2013

- États-Unis : 2,83 millions de téléspectateurs[11] (première diffusion)

### Épisode 5:Femmes de pouvoir
- États-Unis : 25 mars 2012
- France : 24 janvier 2013

- États-Unis : 2,70 millions de téléspectateurs[12] (première diffusion)

### Épisode 6:Stratégies de communication
- États-Unis : 1er avril 2012
- France : 25 janvier 2013

- États-Unis : 2,60 millions de téléspectateurs[13] (première diffusion)

### Épisode 7:État d'alerte
- États-Unis : 8 avril 2012
- France : 28 janvier 2013

- États-Unis : 3,10 millions de téléspectateurs[14] (première diffusion)

### Épisode 8:Front commun
- États-Unis : 15 avril 2012
- France : 29 janvier 2013

- États-Unis : 2,91 millions de téléspectateurs[15] (première diffusion)

### Épisode 9:Celles qui restent
- États-Unis : 22 avril 2012
- France : 31 janvier 2013

- États-Unis : 3,18 millions de téléspectateurs[16] (première diffusion)

### Épisode 10:Effets secondaires
- États-Unis : 29 avril 2012
- France : 1er février 2013

- États-Unis : 2,81 millions de téléspectateurs[17] (première diffusion)

### Épisode 11:En toute intégrité
- États-Unis : 6 mai 2012
- France : 4 février 2013

- États-Unis : 3,07 millions de téléspectateurs[18] (première diffusion)

### Épisode 12:La Beauté du geste
- États-Unis : 13 mai 2012
- France : 5 février 2013

- États-Unis : 2,61 millions de téléspectateurs[19] (première diffusion)

### Épisode 13:La3eétoile
- États-Unis : 20 mai 2012
- France : 7 février 2013

- États-Unis : 2,77 millions de téléspectateurs[20] (première diffusion)

### Épisode 14:Dernier Recours
- États-Unis : 24 juin 2012
- France : 8 février 2013

- États-Unis : 3,33 millions de téléspectateurs[21] (première diffusion)

### Épisode 15:Remords et Conséquences
- États-Unis : 1er juillet 2012
- France : 11 février 2013

- États-Unis : 3,02 millions de téléspectateurs[22] (première diffusion)

### Épisode 16:Médaille amère
- États-Unis : 8 juillet 2012
- France : 12 février 2013

- États-Unis : 3,29 millions de téléspectateurs[23] (première diffusion)

### Épisode 17:Entre parenthèses
- États-Unis : 15 juillet 2012
- France : 13 février 2013

- États-Unis : 3,49 millions de téléspectateurs[24] (première diffusion)

### Épisode 18:Premiers Pas
- États-Unis : 22 juillet 2012
- France : 14 février 2013

- États-Unis : 2,92 millions de téléspectateurs[25] (première diffusion)

### Épisode 19:Coûte que coûte
- États-Unis : 5 août 2012
- France : 15 février 2013

- États-Unis : 2,82 millions de téléspectateurs[26] (première diffusion)

### Épisode 20:Le Sens du devoir
- États-Unis : 12 août 2012
- France : 18 février 2013

- États-Unis : 2,97 millions de téléspectateurs[27] (première diffusion)

### Épisode 21:Retours difficiles
- États-Unis : 19 août 2012
- France : 19 février 2013

- États-Unis : 3,57 millions de téléspectateurs[28] (première diffusion)

### Épisode 22:Sous conditions
- États-Unis : 26 août 2012
- France : 21 février 2013

- États-Unis : 3,37 millions de téléspectateurs[29] (première diffusion)

### Épisode 23:Nouvelle Mission
- États-Unis : 9 septembre 2012
- France : 22 février 2013

- États-Unis : 3,30 millions de téléspectateurs[30] (première diffusion)